# Tank (Band)
Tank ist eine englische New-Wave-of-British-Heavy-Metal-Band aus London.

## Geschichte
Tank wurde 1980 in London Borough of Croydon von Algy Ward, Peter Brabbs und Mark Brabbs gegründet. Ersterer hatte zuvor bei den Punk-Bands The Saints und The Damned gespielt. Die stilistischen Einflüsse der Band setzten sich aus unterschiedlichen Vorlieben der Bandmitglieder
zusammen: Algy Ward kam aus dem Punk und auch Mark Brabbs fand während seines Studiums an der Kunstschule auch immer mehr Gefallen daran, während Pete eher klassischen Heavy Rock bevorzugte. Die Band war zu ihrer Gründungszeit zudem auf der Suche nach einem Sänger und Keyboarder, da Deep Purple und UFO zu den gemeinsamen Einflüssen der Gründungsmitglieder gehörten. Allerdings wurden sie vom A&R-Manager der Plattenfirma DJM Records dazu überredet, ausschließlich als Trio zu arbeiten. Die Band bekam anschließend den ersten Vertrag auf dem DJM-Sublabel Kamaflage.
Tank machten sich recht schnell einen Namen als intensiv tourende Band, die mit Bands wie Motörhead, Girlschool, Diamond Head und Angel Witch unterwegs war. Motörheads damaliger Gitarrist Fast Eddie Clarke produzierte 1981 Tanks erste Single Don’t Walk Away, danach ging die Band erneut mit Motörhead auf Tournee. Auch ihr 1982 veröffentlichtes Debütalbum Filth Hounds of Hades wurde von Fast Eddie produziert. Ebenfalls 1982 erschien der Nachfolger Power of the Hunter. 1983 unterzeichnete Tank einen Plattenvertrag bei Music for Nations. Da Peter Brabbs aufgrund seines hohen Drogenkonsums keine zuverlässige Leistung mehr erbrachte, rekrutierten sie einen zweiten Gitarristen namens Michael „Mick“ John Tucker und nahmen in dieser Konstellation das Album This Means War auf.
1984 verließen die Gebrüder Brabbs Tank; Mark Brabbs hatte ein Vorspielen bei AC/DC, aber aufgrund seines noch bestehenden Vertrags bei Music for Nations sah AC/DC-Manager Peter Mensch davon ab, ihn in die Band zu holen. Er spielte danach bei Dumpy Rusty Nutz und The Blood, später auch bei Paul Samsons Empire. Sie wurden durch Schlagzeuger Graeme Crallan (ex-White Spirit) und Gitarrist Cliff Evans (ex-Chicken Snack) ersetzt. Die Band wechselte zu Roadrunner Records und veröffentlichte dort Honour & Blood. Außerdem produzierte Ward das Debütalbum Pure Filth der Band Warfare. Im selben Jahr gingen Tank mit Metallica auf Tournee und wurden als Reaktion im Beiheft des Albums Master of Puppets in den Danksagungen samt Crew bedacht.
Im Januar 1985 ersetzte Gary Taylor Graham Crallan am Schlagzeug. Nach längerer Inaktivität veröffentlichte die Band 1987 ihr vorerst letztes Album Tank und löste sich 1988 auf. Ward wurde Mitglied der Band Atomgod.
Ab Mitte 1993 gab es immer wieder Gerüchte um eine Wiedervereinigung der Band. Algy war als Gastmusiker auf dem 1995 erschienenen Album Warhead von Warhead zu hören. Nach neun Jahren Pause fand sich Tank 1997 mit Algy Ward, Cliff Evans, Mick Tucker und Steve Hopgood wieder zusammen. Sie spielten 1997 auf dem Wacken Open Air und gingen 1997 in Deutschland mit Hammerfall und Raven auf Tournee.
Ende des Jahres 2008 gab Algy Ward nach 28 Jahren seinen Rückzug aus der Band bekannt, um an seiner Autobiografie zu arbeiten. Für ihn übernahm Doogie White die Rolle des Sängers und Chris Dale, ehemaliges Mitglied in Bruce Dickinsons Band, den Bass. Des Weiteren kehrte Mark Brabbs an das Schlagzeug zurück.
Am 8. April 2011 wurde bekannt gegeben, dass Mark Cross als neuer Schlagzeuger zur Band stieß.
2012 erschien das Album War Nation, und für November 2012 wurde die DVD War Machine Live angekündigt. Doch auch in der Folgezeit gab es Veränderungen. So trat die Band ab 2013 mit ZP Theart (Ex-Dragonforce) auf und stellte 2014 Bobby Schottkowski (Ex-Sodom) als neuen Schlagzeuger und Barend Courbois (Blind Guardian) als neuen Bassisten vor.
Ex-Sänger Algy Ward brachte 2013 das Album Breath To The Pit unter dem Namen Tank heraus, obwohl auf diesem Album nur er als Musiker zu hören ist. Er starb am 17. Mai 2023 im Alter von 63 Jahren.

## Stil
Manfred Kerschke zufolge hat Tank einen „Motörhead nicht unähnlichen aber viel roheren Stil“, und Eduardo Rivadavia von Allmusic bezeichnete Motörhead als Löwenanteil ihrer musikalischen Inspiration. Beim zweiten Album Power of the Hunter sah er stellenweise Parallelen zu Kiss und Ritchie Blackmore, sein Kollege Ralph Heibutzki bezeichnete This Means War als exemplarisch für Thrash Metal der 1980er-Jahre. Thomas Kupfer vom Rock Hard bezeichnete eine „rumpelig-charmante musikalische Ausrichtung“ und Algy Wards Gesang als charakteristisch für die Band, allerdings zeige diese mit dem zweiten Album ohne Ward, „dass eine Rückkehr zu den stilistischen Wurzeln in dieser Besetzung völlig ausgeschlossen ist“. Doogie White sei „ein begnadeter Rocksänger, der ein traumwandlerisch sicheres Gespür für die perfekte Hookline und den nicht minder perfekten Refrain besitzt und dessen Zusammenarbeit mit den beiden Gitarristen Cliff Evans und Mick Tucker bestens funktioniert. ‚War Nation‘ ist noch mal einen Tick melodiöser als das Vorgängeralbum ausgefallen und zieht im Genre des kommerziellen Heavy Rock relativ einsam seine Kreise.“ Das Gitarrenspiel des Titellieds War Nation wurde mit Randy Rhoads und Whites Gesang mit Ronnie James Dio verglichen.

## Diskografie

### Alben
- 1982: Filth Hounds of Hades (Kamaflage)
- 1982: Power of the Hunter (Kamaflage)
- 1983: This Means War (Music for Nations)
- 1984: Honour and Blood (Music for Nations)
- 1987: Tank (GWR)
- 2002: Still at War (Zoom Club)
- 2010: War Machine Evans/Tucker Tank (Metal Mind)
- 2012: War Nation Evans/Tucker Tank (Metal Mind)
- 2013: Breath of the Pit (Southworld)
- 2015: Valley of Tears (Metal Mind / Soulfood)

### Singles
- 1981: Don’t Walk Away (Kamaflage)
- 1982: Stormtrooper (Kamaflage)
- 1982: Turn Your Head Around (Kamaflage)
- 1982: Crazy Horses (Kamaflage)
- 1983: Echos of a Distant Battle (Music for Nations)

### Sonstige
- 1998: The Return of the Filth Hounds: Live (Livealbum) (Rising Sun Productions)
- 2006: War of Attrition Live 1981 (Livealbum) (Maniacal Records)
- 2008: The Filth Hounds of Hades: Dogs of War 1981–2002 (Kompilation) (Metal Mind Productions)